# Victoria Vetri
Victoria Vetri, även känd som Angela Dorian och Victoria Rathgeb, född 26 september 1944 i Los Angeles, Kalifornien, USA, är en amerikansk fotomodell och skådespelare av italiensk börd. Hon utsågs till herrtidningen Playboys Playmate of the Month för september 1967 och till Playmate of the Year för 1968.